# Lajta bal parti csatorna
A Lajta bal parti csatorna (németül Oberer Leithalus) a Mosoni-síkon, a Kisalföldön ered, Ausztriában. A csatorna forrásától kezdve keleti irányban halad, majd Mosonmagyaróvárnál eléri a Lajta folyót.

## Települések a csatorna mentén
- Miklóshalma (Nickelsdorf)
- Hegyeshalom
- Mosonmagyaróvár